# Madina Bakbergenova
Madina Bakbergenova (6 de enero de 1996), es una luchadora kazaja de lucha libre. Logró la 15.ª posición en Campeonato Mundial de 2015. Ganó una medalla de bronce en Campeonato Asiático de 2016.  